# Witchqueen of Eldorado
Witchqueen of Eldorado là bài hát từ album thứ mười America của Modern Talking năm 2001. Bài hát không được phát hành dưới dạng đãi đơn nhưng dạt thứ hạng cao trên sóng phát thanh ở Chile, Peru, Argentina, Brazil, Nhật Bản, châu Âu, Nam Phi, Hoa Kỳ, Canada và Australia.